# アナ・アスラン

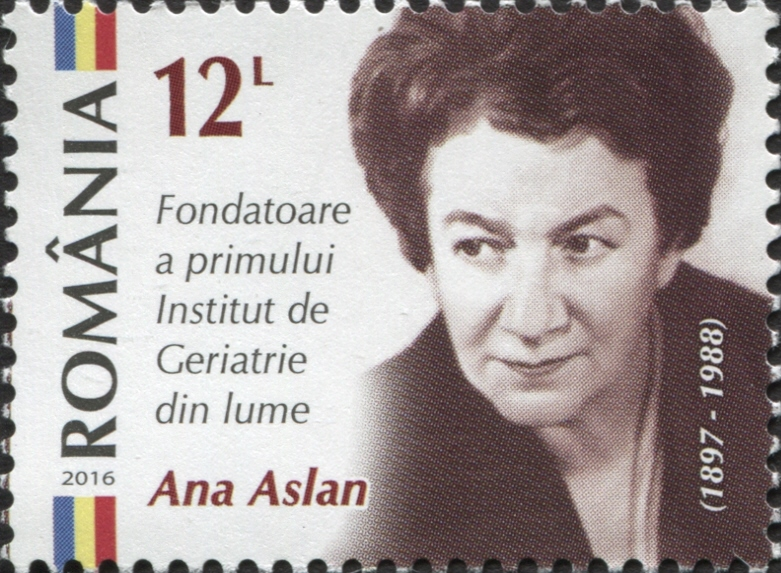
2016年のルーマニアの切手に描かれたアスラン

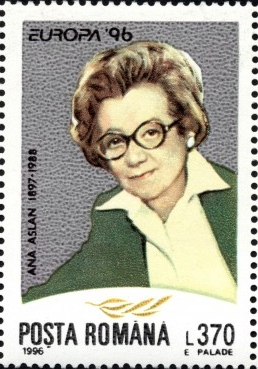
1996年のルーマニアの切手に描かれたアスラン

アナ・アスラン（Ana Aslan、1897年1月 - 1988年5月20日）は、アルメニア系ルーマニア人の生物学者、医師である。ブライラで生まれ、ブカレストで死去した。老年学が専門で、この分野で国際的に著名である。国立老人医学研究所の所長を務め、ジェロビタールの発明者として知られる。1971年ドイツ連邦共和国功労勲章受章。

## 生い立ち
アナは、Mkrtitch AslanyansとSofia Aslanyansの間の4人の子供（2人兄弟2人姉妹）の末子として生まれた。非常に理知的な子供だったと言われ、4歳で既に読み書きを学んだ。13歳の時に父親が死去し、一家はブカレストに移住した。アナはブカレストで学校に通い始め、1915年にCentral School of Bucharestを卒業した。彼女が医師になろうとしたきっかけは、仲の良かった父が若くして亡くなったためだと言われている。医学分野は、女性にとって望ましい環境ではなかったが、アナはこれが自身の進むべき道だと決意し、1915年から1922年まで医学部に通った。彼女の母は、経済的な理由から、医師になるという彼女の決意を支持しなかったため、アナは母が認めるまで、ハンガーストライキを行った。学部在席時代に、看護師として第一次世界大戦に従軍した。

## 研究
1922年に医学部を卒業すると、博士論文の指導を行ったダニエル・ダニエロポルの下で研究を行い、1924年に心血管生理学のM.D.を取得した。彼女は、加齢の過程と生理学に興味を持ち、プロカインが関節炎に与える影響について実験を行った。またアスランは、プロカインが持つ別の効能も発見した。この発見を元に3年間の研究を行い、老化の影響に対して処方されるジェロビタールという薬剤の発明につながった。ジェロビタールが「若返りの泉」であることに同僚科学者が疑義を呈する中、アナは、その結果を証明するための研究を開始した。2年間の研究で、ジェロビタールまたはプラセボのどちらかを投与された1.5万人分の血液サンプルを得た。ジェロビタールを投与された人の40%は病気休暇日数が減り、インフルエンザの流行による死亡率は、プラセボを投与された患者で13%だったのに対し、この薬を投与された患者では、わずか2.7%だった。1976年には、薬剤師のElena Polovrăgeanuと共同で、皮膚の老化を遅らせることを目的としたジェロビタールの類似薬アスラビタールを発明した。

## 化粧品
アナ・アスランは、2種類の化粧品（ヘアローションとクリーム）の特許を取得し、Farmec社とMiraj社に製造委託した。両社はそれ以来、品揃えを多様化し、伝統的な塩酸プロカインは配合に用いられなくなった。